# Штерн, Йозеф
Йозеф Штерн (нем. Josef Stern; 7 марта 1716[…], Грац[…] — 1 июля 1775[…], Брно, Земли Чешской короны[…]) — художник-фрескист австрийского происхождения, работавший в Моравии в стиле барокко. Был придворным художником графа Иоганна Баптиста Леопольда фон Дитрихштейна.

## Биография
Родился 7 марта 1716 года в Граце в семье из четырёх детей. Его отец, который был резчиком, умер, когда Йозеф был еще ребенком, и его воспитанием занимался отчим, который тоже был художником. Отчим был строг с Йозефом, но мальчик привязался к нему. Йозеф обучался на помощника мастера, занимавшегося декорацией скульптур, алтарей, мебели, золочением и серебрением. Из-за этого у него не хватало свободного времени для занятий рисованием, но из-за его прилежности мастер со временем поручил ему работу над запрестольными образами.
Когда ему исполнилось восемнадцать лет, он, как и некоторые другие художники и скульпторы того времени, поехал на учёбу в Италию. В дороге он тяжело заболел, но в конце концов добрался до Рима, где и продолжил обучение. В Италии он ездил по разным городам, где учился, копируя картины мастеров Ренессанса.
Вернувшись в Грац он работал над росписью одной из городских капелл. Во время визита в Вену он познакомился с графом Иоганном фон Дитрихштейном, который сделал его своим придворным художником, и с 1750 года он работал в Моравии. В Брно он работал над росписями для костёлов Святого Якуба, Святых Янов, Святого Леопольда, Святой Марии Магдалены, библиотеки монастыря Капуцинов. В Кромержиже он работал над росписью старой библиотеки и капеллы Святого Себастиана в Епископской резиденции. Он работал и в Милотице, силезском Крнове, Дольни-Дунайовице, Боротине. Особенно отмечается алтарная картина «Очищение Девы Марии» его работы в костёле в Дуб-над-Моравоу.
Умер 1 июня 1775 года в Брно.

## Галерея некоторых работ

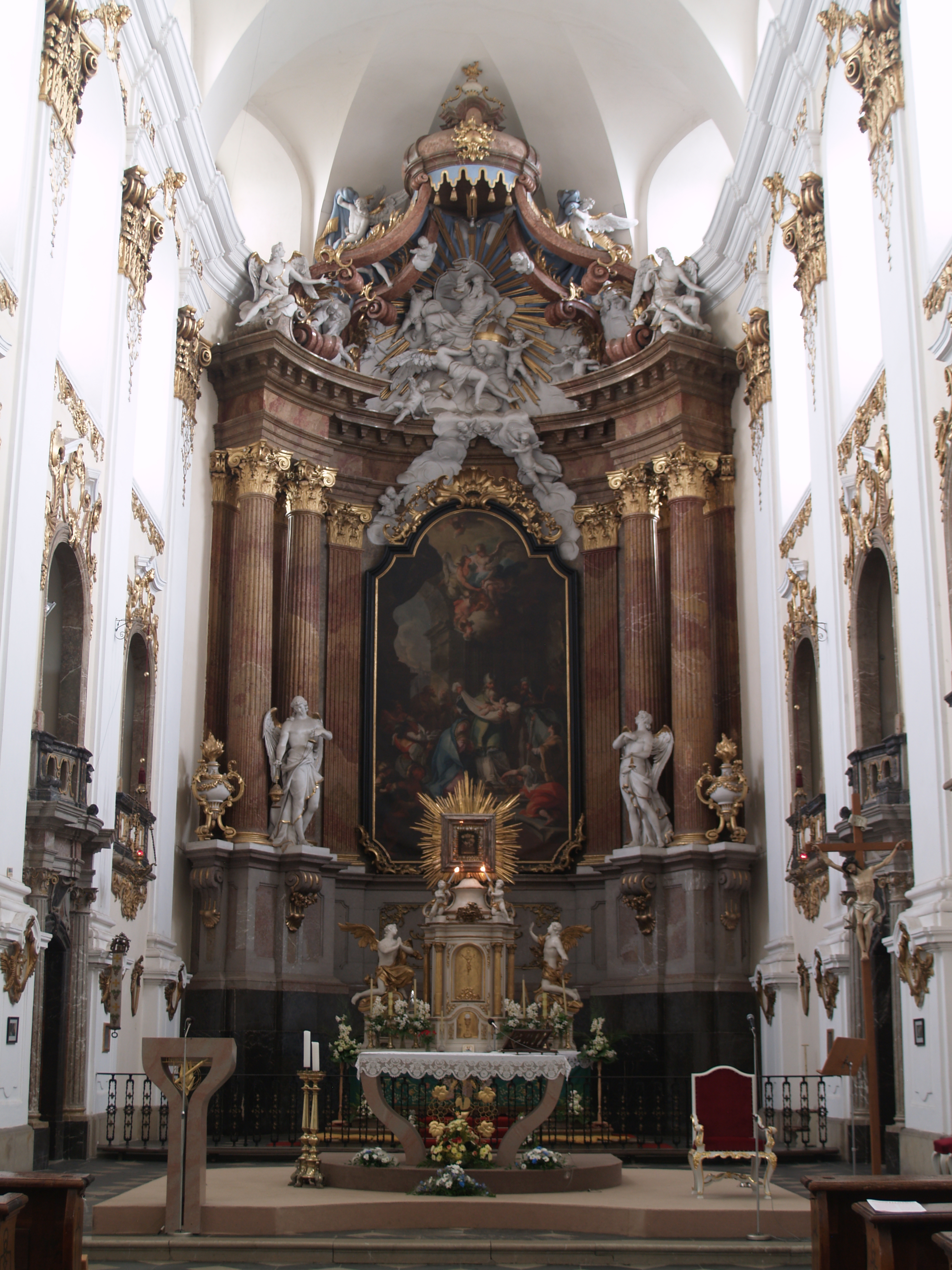
Главный алтарь костёла Очищения Девы Марии в Дуб-над-Моравоу
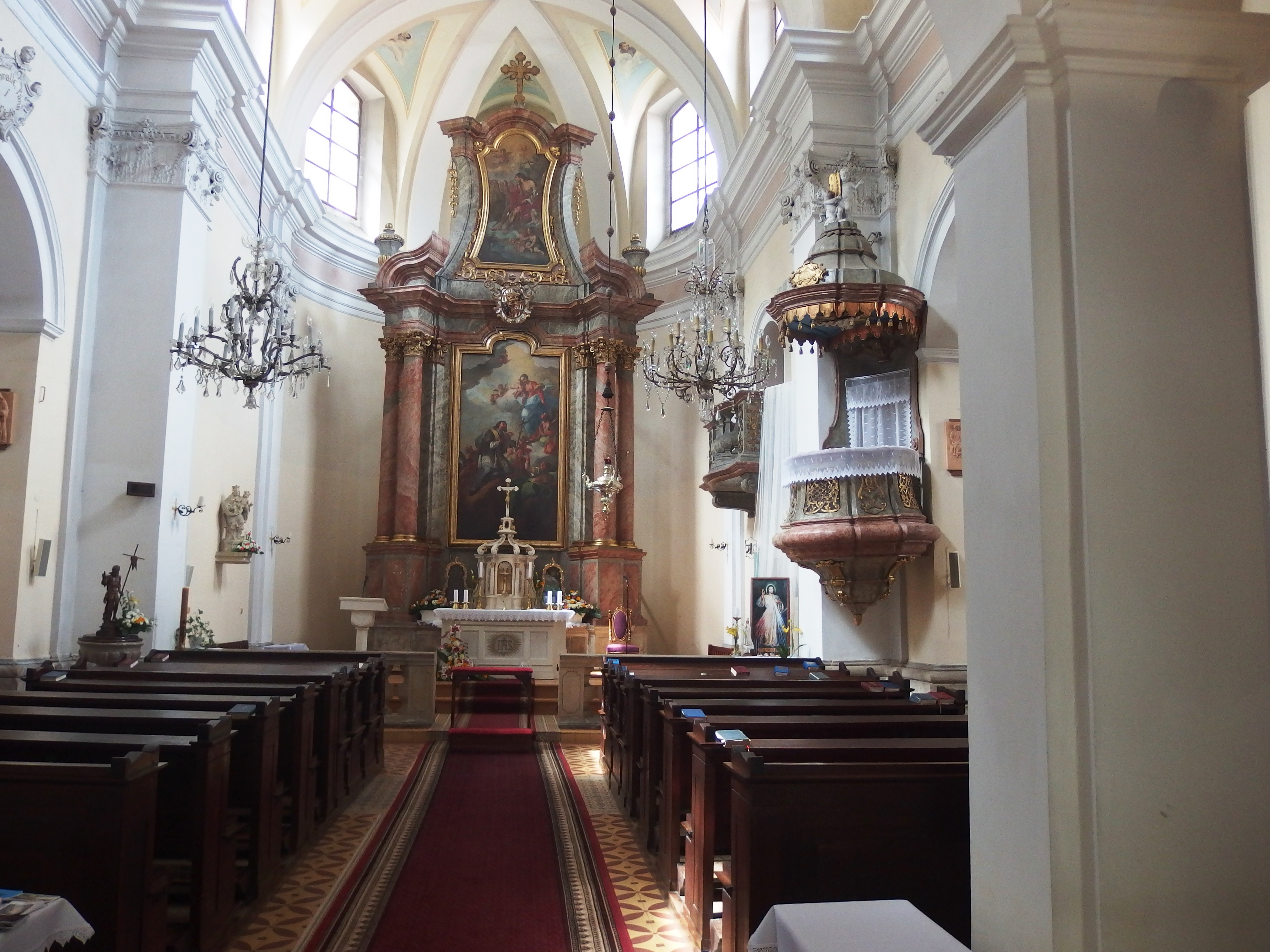
Главный алтарь костёла Святого Яна Непомуцкого в Погоржелице
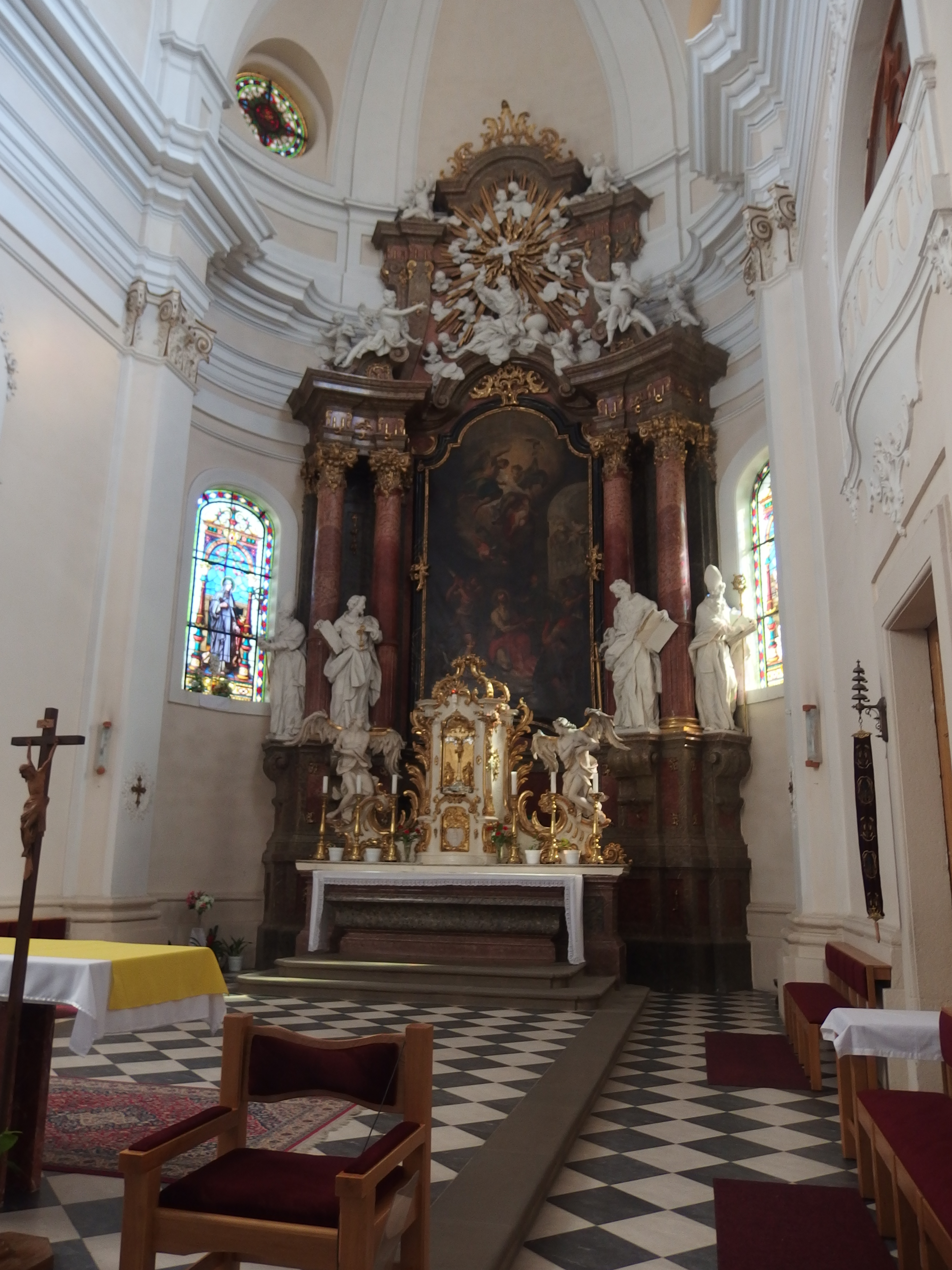
Главный алтарь костёла усекновения главы Яна Крестителя в Границе
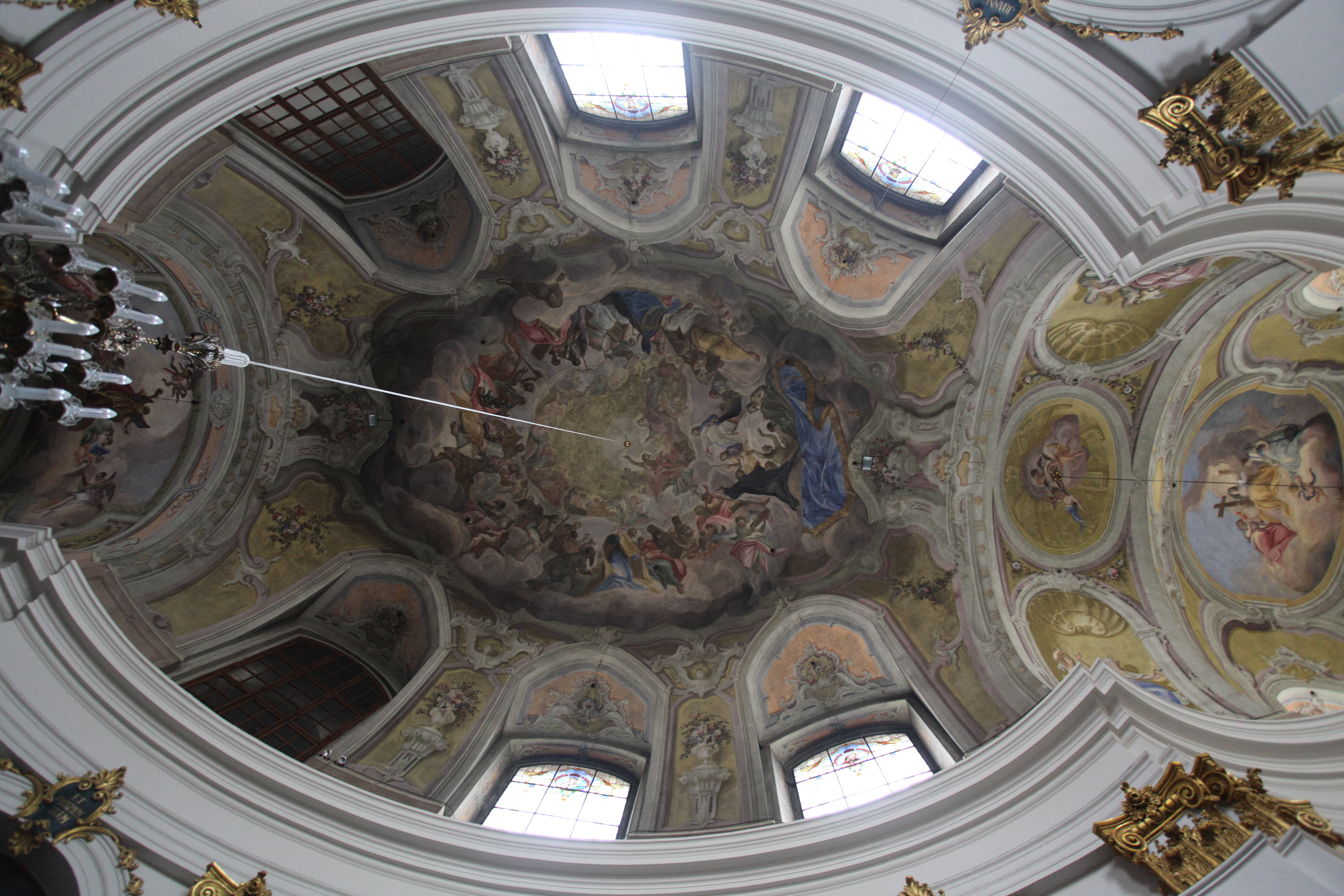
Фреска в костёле Святого Леопольда в Брно
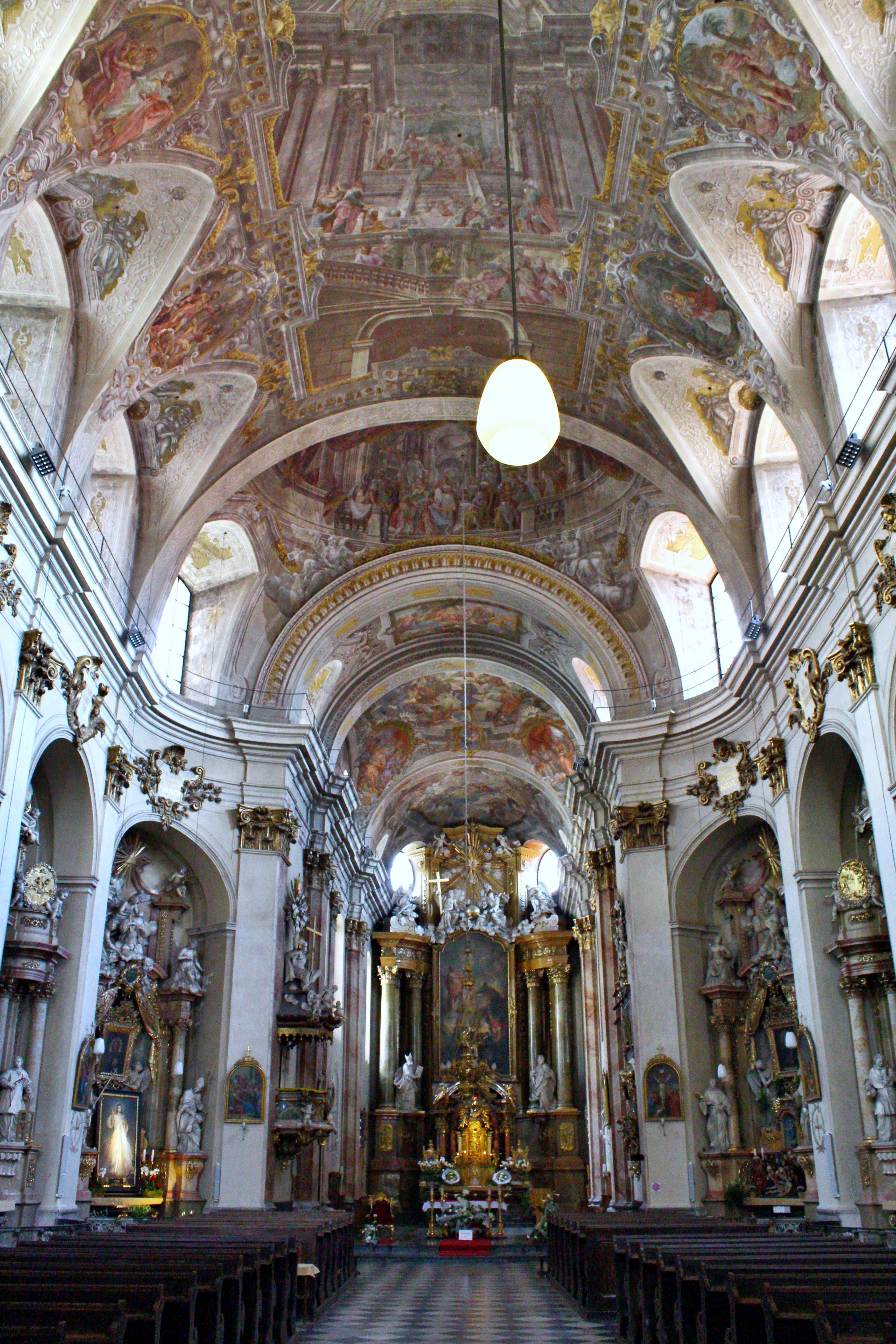
Вид на главный алтарь в костёле Святых Янов в Брно
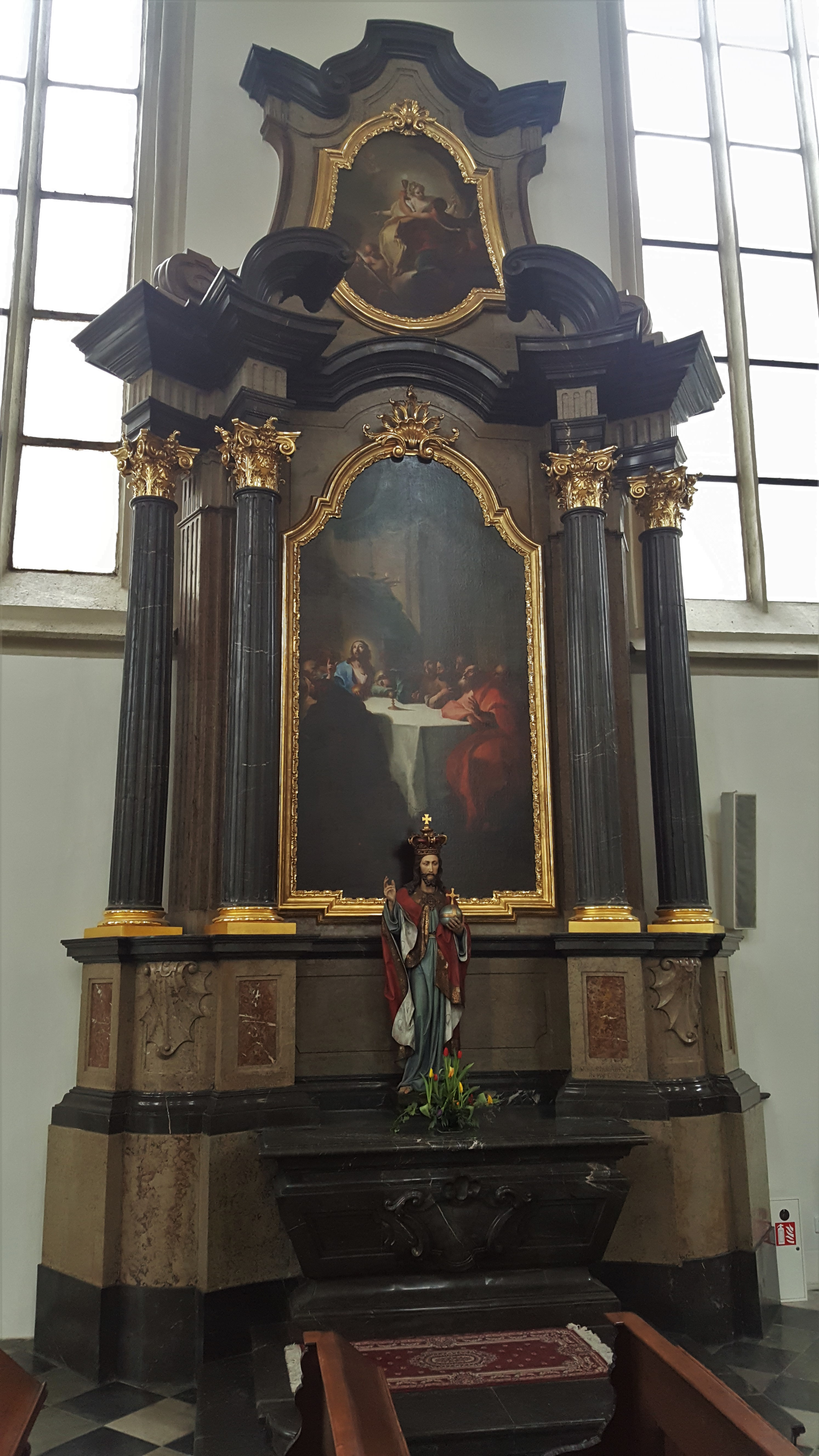
Боковой алтарь в костёле Святого Якуба в Брно
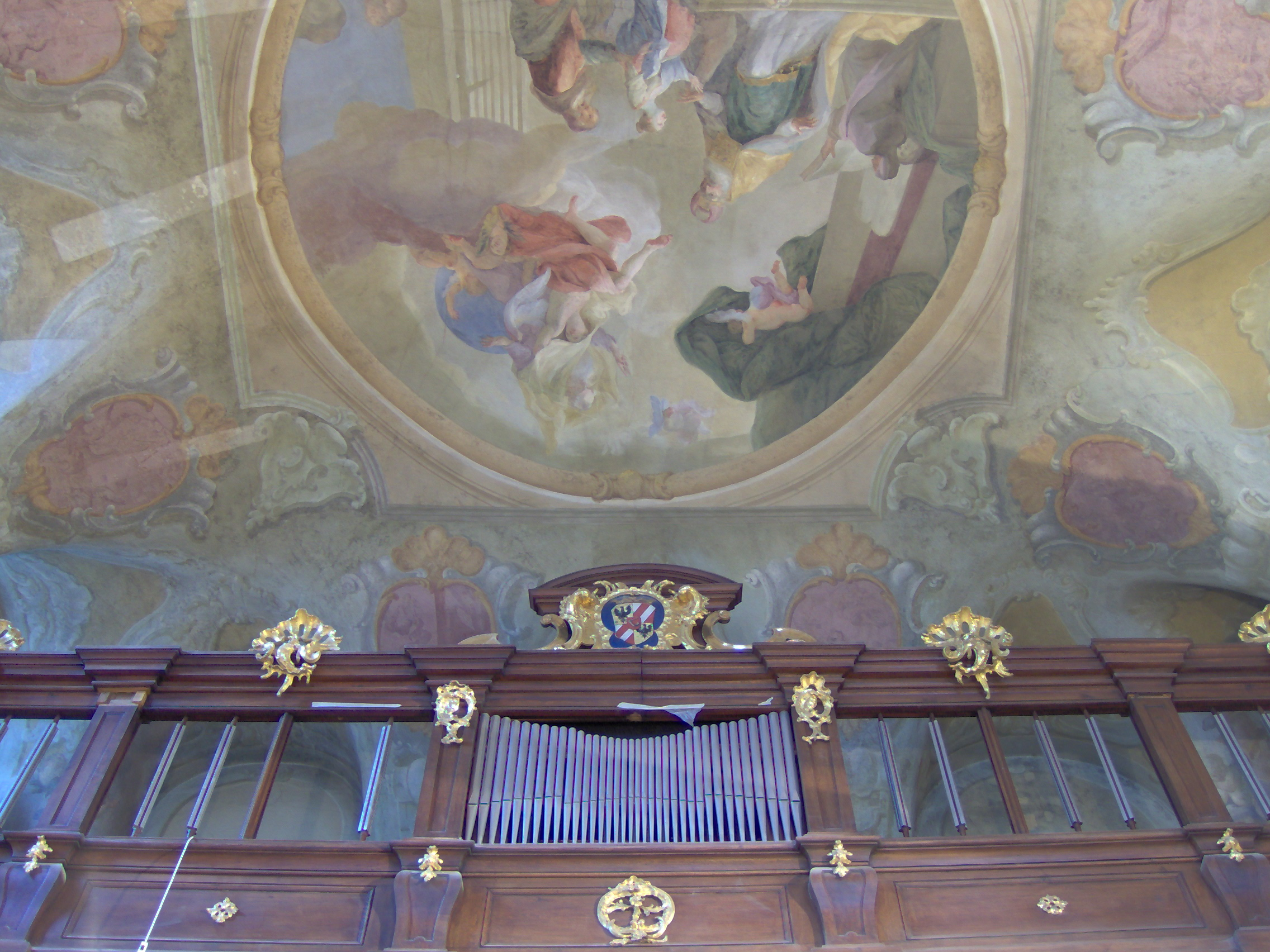
Фреска в капелле Дворца дворянок в Брно
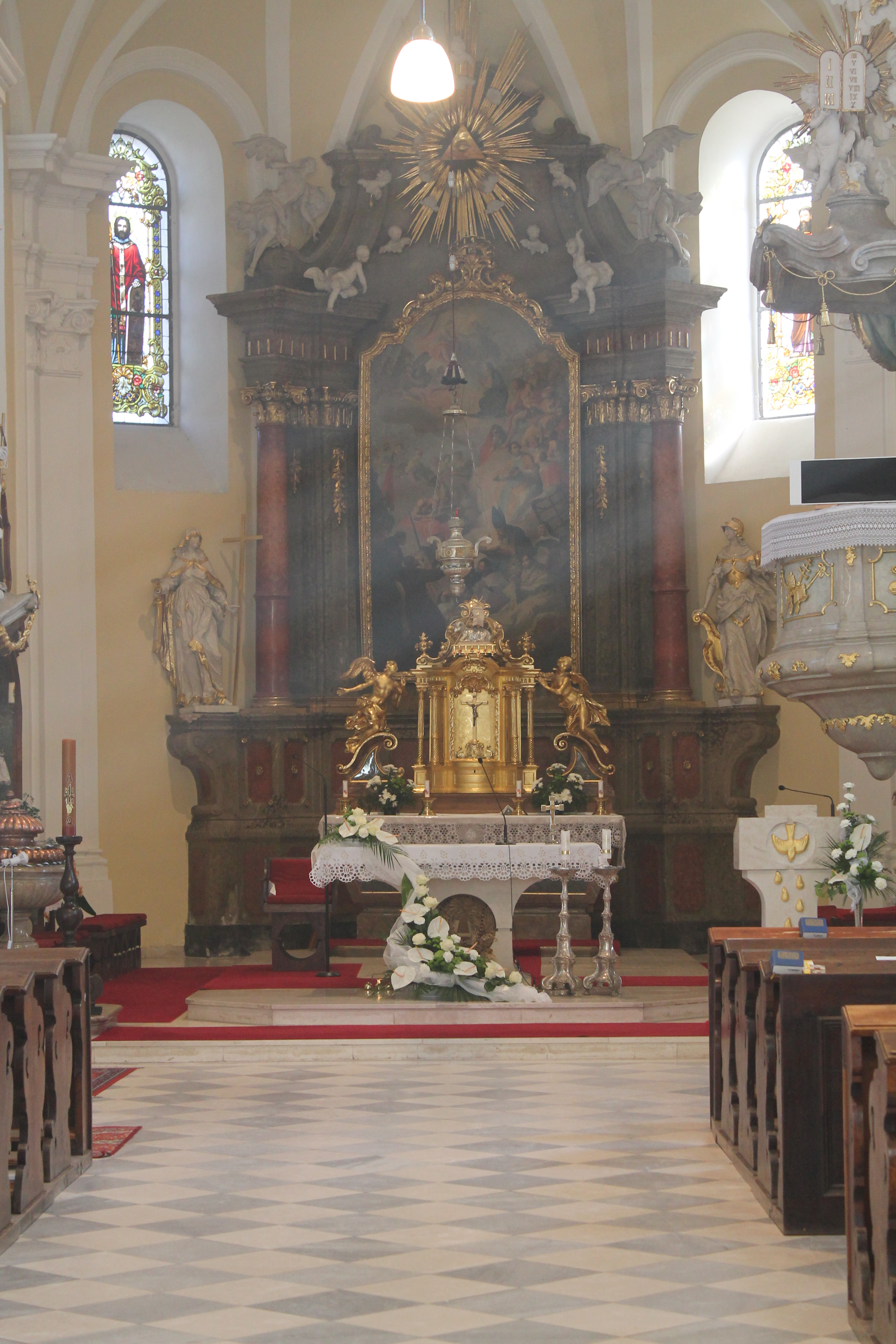
Главный алтарь костёла всех Святых в Милотице